# 恩赫巴亚尔内阁
恩赫巴亚尔内阁是2000年7月至2004年8月执政的蒙古国内阁。

## 沿革
2000年7月26日，国家大呼拉尔任命蒙古人民革命党主席那木巴尔·恩赫巴亚尔为政府总理。2000年8月9日，国家大呼拉尔通过了恩赫巴亚尔提交的新政府成员名单。
2004年6月27日，进行国家大呼拉尔换届选举，7月26日新当选的国家大呼拉尔委员宣誓就职。但直到2004年8月，仍有2个选区的选举结果因选举中出现违规行为而未能宣布，此时已确定蒙古人民革命党获得国家大呼拉尔76席中的36席，“祖国－民主联盟”获得34席。经过近20天的政党协商后，2004年8月13日国家大呼拉尔全票通过蒙古人民革命党主席、政府总理那木巴尔·恩赫巴亚尔为国家大呼拉尔主席。

## 组成
阁员如下：
- 总理：那木巴尔·恩赫巴亚尔（2000年7月26日任命）
- 对外关系部部长：鲁布桑·额尔登楚龙（2000年8月9日任命）
- 国防部部长：朱格德尔德米德·古尔拉格查（2000年8月9日任命）
- 财政和经济部部长：楚勒特木·乌兰（2000年8月9日任命）
- 司法和内务部部长：曾德·尼亚木道尔吉（2000年8月9日任命）
- 工业和贸易部部长：其米德道尔吉·冈卓里格（2000年8月9日任命）
- 基础设施发展部部长：宾巴·吉格吉德（2000年8月9日任命）
- 劳动和社会保障部部长：希勒格·巴特巴亚尔（2000年8月9日任命）
- 自然环境部部长：乌拉木巴亚尔·巴尔斯包勒德（2000年8月9日任命）
- 教育文化科技部部长：阿尤尔扎纳·钱吉德（2000年8月9日任命）
- 食品和农牧业部部长：达尔佳·纳桑扎尔嘎勒（2000年8月9日任命）
- 健康部部长：帕格瓦扎布·尼亚木达瓦（2000年8月9日任命）
- 政府办公厅主任：乌力吉赛汗·恩赫图布辛（2000年8月9日任命）